# Harold Green
Harold Green Jr. (Ladson, 29 gennaio 1968) è un ex giocatore di football americano statunitense che ha militato nel ruolo di running back nella National Football League (NFL).

## Carriera
Green fu scelto dai Cincinnati Bengals nel corso del secondo giro (38º assoluto) del Draft NFL 1990. La sua miglior stagione fu quella del 1992 in cui corse 1.170 yard, venendo convocato per il suo unico Pro Bowl. Tuttavia nella successiva scese a una media di 2,74 yard corse a possesso, un record NFL come la più bassa tra tutti i running back con almeno 200 tentativi in una stagione. Concluse la carriera come membro dei St. Louis Rams (1996) e degli Atlanta Falcons (1997-1998).

## Palmarès

### Franchigia
- National Football Conference Championship: 1

Atlanta Falcons: 1998

### Individuale
- Convocazioni al Pro Bowl: 1

1992